# Na Na (Trey Songz)
Na Na is een nummer van de Amerikaanse R&B-zanger Trey Songz uit 2014. Het is de eerste single van zijn zesde studioalbum Trigga.
Het nummer bevat een interpolatie van Fu-Gee-La van de Fugees, dat ook weer een sample bevat uit "Ooo La La La" van Teena Marie. "Na Na" werd een bescheiden hit in de Verenigde Staten, waar het de 21e positie bereikte in de Billboard Hot 100. België en Frankrijk waren de enige Europese landen waar de plaat de hitlijsten wist te bereiken. In Vlaanderen kwam het tot de 18e positie in de Tipparade.